# ديلورز هولمز
ديلورز هولمز (بالإنجليزية: Delores Holmes)‏ هي مغنية أمريكية، ولدت في 18 يوليو 1946، وتوفيت في 16 أبريل 2010.

## وصلات خارجية
- ديلورز هولمز على موقع ميوزك برينز (الإنجليزية)